# The Business (Tiësto)
The Business è un singolo del DJ olandese Tiësto, pubblicato il 25 settembre 2020 come primo estratto dall'ottavo album in studio Drive.

## Video musicale
Il video musicale, reso disponibile in concomitanza con l'uscita del brano, è stato diretto da Christian Breslauer.

## Tracce
Testi e musiche di Tijs Verwest, Anton Rundberg, James Bell e Julia Karlsson.
Download digitale, streaming
1. The Business – 2:44

Download digitale, streaming – 220 Kid Remix
1. The Business (220 Kid Remix) – 3:19

Download digitale, streaming
1. The Business, Pt. II (con Ty Dolla Sign) – 2:44

Download digitale, streaming – Clean Bandit Remix
1. The Business, Pt. II (con Ty Dolla Sign) (Clean Bandit Remix) – 3:04

Download digitale, streaming – SWACQ Remix
1. The Business (SWACQ Remix) – 2:49

Download digitale, streaming – Remixes EP
1. The Business (Vintage Culture & Dubdogz Remix) – 3:09
2. The Business (SWACQ Remix) – 2:49
3. The Business (220 Kid Remix) – 3:19
4. The Business (Sparkee Remix) – 3:02
5. The Business (con Ty Dolla Sign) (Clean Bandit Remix) – 3:04
6. The Business, Pt. II (con Ty Dolla Sign) – 2:44

## Formazione
Hanno partecipato alle registrazioni, secondo le note di copertina di Drive:
- Yami – voce
- Anton Rundberg – batteria, tastiere, programmazione, strumenti a corda, basso
- Tiësto – produzione, missaggio
- Hightower – co-produzione
- Julia Karlsson – produzione vocale
- Tom Norris – mastering
- Gina Tucci – direzione A&R
- Nili Harary – amministrazione A&R

## Successo commerciale
Nella Irish Singles Chart The Business ha raggiunto la vetta, divenendo il primo brano in assoluto del DJ ad eseguire tale risultato, dopo aver trascorso 16 settimane consecutive in top ten.

## Classifiche

### Classifiche settimanali
| Classifica (2020-25) | Posizione massima |
| -------------------- | ----------------- |
| Australia            | 4                 |
| Austria              | 6                 |
| Belgio (Fiandre)     | 2                 |
| Belgio (Vallonia)    | 2                 |
| Bielorussia          | 80                |
| Bulgaria             | 7                 |
| Canada               | 16                |
| Croazia              | 2                 |
| Danimarca            | 4                 |
| Finlandia            | 15                |
| Francia              | 62                |
| Germania             | 3                 |
| Grecia               | 5                 |
| Irlanda              | 1                 |
| Islanda              | 10                |
| Italia               | 34                |
| Kazakistan           | 68                |
| Libano               | 2                 |
| Lituania             | 1                 |
| Moldavia             | 48                |
| Norvegia             | 10                |
| Nuova Zelanda        | 21                |
| Paesi Bassi          | 1                 |
| Perù                 | 150               |
| Polonia              | 2                 |
| Portogallo           | 7                 |
| Regno Unito          | 3                 |
| Repubblica Ceca      | 1                 |
| Romania              | 1                 |
| Russia               | 2                 |
| Slovacchia           | 1                 |
| Slovenia             | 12                |
| Spagna               | 37                |
| Stati Uniti          | 69                |
| Sudafrica            | 2                 |
| Svezia               | 11                |
| Svizzera             | 4                 |
| Ucraina              | 3                 |
| Ungheria             | 1                 |

### Classifiche di fine anno
| Classifica (2020) | Posizione |
| ----------------- | --------- |
| Paesi Bassi       | 71        |
| Russia            | 118       |
| Classifica (2021) | Posizione |
| Australia         | 10        |
| Austria           | 9         |
| Belgio (Fiandre)  | 3         |
| Belgio (Vallonia) | 13        |
| Brasile           | 135       |
| Canada            | 19        |
| Croazia           | 4         |
| Danimarca         | 17        |
| Francia           | 110       |
| Germania          | 3         |
| Irlanda           | 9         |
| Islanda           | 22        |
| Norvegia          | 20        |
| Nuova Zelanda     | 37        |
| Paesi Bassi       | 7         |
| Polonia           | 37        |
| Portogallo        | 13        |
| Regno Unito       | 16        |
| Russia            | 6         |
| Spagna            | 90        |
| Svezia            | 38        |
| Svizzera          | 7         |
| Ucraina           | 12        |
| Ungheria          | 2         |
| Classifica (2022) | Posizione |
| Russia            | 174       |
| Ucraina           | 64        |
| Classifica (2023) | Posizione |
| Bielorussia       | 192       |
| Kazakistan        | 175       |
| Moldavia          | 172       |

### Classifiche di fine decennio
| Classifica (2020-29) | Posizione |
| -------------------- | --------- |
| Bielorussia          | 9         |
| Kazakistan           | 92        |
| Moldavia             | 29        |
| Russia               | 12        |
| Ucraina              | 52        |

## Riconoscimenti
- Billboard Music Awards[75]
  - 2022 – Candidatura alla miglior canzone dance/elettronica

- BRIT Awards[76]
  - 2022 – Candidatura alla canzone internazionale dell'anno

- Grammy Awards[77]
  - 2022 – Candidatura alla miglior registrazione dance